# John Peel
John Peel, pseudonimo di John Robert Parker Ravenscroft (Heswall, 30 agosto 1939 – Cusco, 25 ottobre 2004), è stato un giornalista, conduttore radiofonico e disc jockey britannico.
È stato una delle voci storiche della radio britannica: ha lavorato per la BBC dal 1967 fino alla sua morte, avvenuta per infarto del miocardio mentre si trovava in vacanza lavorativa in Perù. La sua influenza nella musica contemporanea (specie alternative rock, punk e reggae) è testimoniata dagli onori dedicatigli dopo la sua morte da artisti di livello mondiale (Blur, Oasis, The Cure, New Order) e dalla fama raggiunta dal suo programma principale, le "John Peel Sessions", in cui ospitava una band per un'esibizione esclusiva di quattro canzoni del loro repertorio. Molti di questi mini-concerti vennero poi pubblicati su disco.

## Biografia

### Primi anni
Peel nasce vicino a Liverpool, in una piccola cittadina situata nella penisola di Wirral da un mercante di cotone e cresce nel vicino villaggio di Burton.
Dopo aver servito nell'artiglieria dell'esercito britannico nel 1959 come operatore radar lavora brevemente in un mulino a Rochdale.
Si trasferisce negli Stati Uniti d'America nel 1960 per accompagnare il padre in un impegno lavorativo, rimanendoci prendendo diversi lavoretti, tra cui programmatore a Dallas e conduttore radiofonico per la WRR Radio della stessa città. Allo scoppiare della Beatlemania negli States ottiene un lavoro come corrispondente ufficiale della band per Dallas, grazie alle sue connessioni con Liverpool. Successivamente gira altre radio minori a Oklahoma City e San Bernardino. A Dallas si sposa per la prima volta con Shirley Anne Milburn, una quindicenne orfana che, apparentemente era riuscita a nascondere la sua situazione a Peel. I due divorziano nel 1973.

### Ritorno nel Regno Unito
Nel 1967 torna nel Regno Unito. Trova lavoro nella radio pirata londinese Radio London, occupando lo spazio da mezzanotte alle due con un programma chiamato The Perfumed Garden, in cui, in pieno flower power, dà spazio a band dei più svariati generi: ovviamente i Beatles di Sergeant Pepper, Bob Dylan, il blues di Lightnin' Hopkins, la west coast wave dei The Doors, The Mothers of Invention e Jefferson Airplane e la psichedelia dei Pink Floyd, Led Zeppelin e Cream, insieme con il suo gruppo preferito (come rivelerà nella sua autobiografia), i Misunderstood.
In quello stesso anno Radio London chiude e John Peel si trasferisce alla BBC per lavorare nella neonata BBC Radio One al programma Top Gear, che prima presenterà in compagnia di altri dj come Pete Drummond e Tommy Vance e poi da solo. Nel 1969 si espone alla critica quando ammette in diretta di aver contratto in quell'anno una malattia sessualmente trasmissibile.
Il programma Night Ride (in onda dal 1968 al 1969) ha consentito a Peel di tornare di nuovo a esprimersi con la libertà con cui gestiva The Perfumed Garden: esso includeva anche letture di poesie da parte di letterati come Brian Patten e Adrian Mitchell. Selezioni da questo programma sono incluse nell'LP John Peel's Archive Things (1970). Dopo la chiusura del programma, però, la BBC lo costringerà a tornare a uno stile più sobrio e convenzionale, nonostante quello fosse il suo preferito, come racconta nel libretto di Archive Things.
Il 31 agosto 1974 Peel sposa Sheila Gilholly (che lui usava chiamare, anche in radio, "The Pig" per la sua risata) in una cerimonia nel Regent Park. Peel è entrato nella sala della cerimonia vestito dei colori del Liverpool e sulle note del loro inno You'll Never Walk Alone. La relazione con Sheila sarà lunga e felice e avranno quattro figli, William, Tom, Alexandra e Florence.
Negli anni Peel riesce a ritagliarsi sempre di più un suo spazio all'interno della BBC (anche se nel 1984 dovette accettare una riduzione del suo orario di programmazione per far spazio a un contenitore di rock progressivo, cancellato l'anno dopo), mettendo all'interno del suo programma anche un disco scelto dalla moglie o addirittura a volte trasmettendo da casa sua nel Suffolk.
Gradualmente Peel comincia a includere esibizioni live, quelle che caratterizzano la sua eredità musicale, eseguite negli studi di Maida Vale a West London. Molti artisti ritengono il loro passaggio da John Peel come un importante punto di svolta della loro carriera. Tra questi si ricordano Peter Hammill, T. Rex, David Bowie, The Faces, Sex Pistols, The Slits, Siouxsie and the Banshees, Pink Floyd, The Clash, Napalm Death, Carcass, Buzzcocks, Gary Numan, The Cure, Joy Division, The Orb, Bandulu, Nirvana, The Wedding Present, Def Leppard, Pulp, Ash, Orbital, The Smiths, The White Stripes, PJ Harvey Misty in Roots e Uzeda.
Il giorno dopo la sua morte, avvenuta il 25 ottobre 2004 in Perù per infarto del miocardio, la BBC Radio 1 ha cancellato il suo intero palinsesto della giornata per trasmettere tributi al suo lavoro e la televisione BBC Three ha aggiunto sotto al suo logo Dedicated to John Peel. Al suo funerale, avvenuto il 12 novembre 2004 a Bury St Edmunds, Suffolk, hanno partecipato più di mille persone, incluse molte delle celebrità che aveva trasmesso negli anni. La sua bara è stata trasportata al suono di Teenage Kicks degli Undertones e sulla sua lapide c'è un verso di questa canzone: "Teenage dreams, so hard to beat" ("I sogni della gioventù, così difficili da sconfiggere").

## Televisione
In televisione, è stato presentatore del programma Top of the Pops, in particolare dal 1982 al 1987. Nel 1971 è apparso come musicista, suonando il mandolino per Rod Stewart in Maggie May.
È anche stato spesso l'inviato della BBC per la copertura televisiva del Glastonbury Festival.
Nonostante questo però non gli è mai piaciuto particolarmente apparire in televisione e in un'intervista del 1986 ha ammesso che disprezzava quei DJ che ritenevano la radio solo un trampolino di lancio per una carriera televisiva.

## Preferenze musicali
Nella sua autobiografia John Peel scrive che il gruppo di cui possiede più dischi sono i The Fall. Tale gruppo divenne un habitué del John Peel Show negli anni ottanta e novanta. La sua canzone preferita è invece Teenage Kicks degli Undertones, insieme a No More Ghettos in America (Stanley Wilson), There Must Be Thousands (The Quads) e Lonely Saturday Night (Don French).
Peel ha anche personalmente gestito i The Misunderstood. Li ha incontrati a Riverside nel 1966 e li ha convinti a trasferirsi nel Regno Unito. La loro performance al Pandora's Box di Hollywood nel 1966 è tra i suoi dieci concerti preferiti di tutti i tempi.
Il suo estro quasi da talent-scout lo ha portato a interessarsi non solo all'underground britannico, ma anche a quello italiano, programmando più volte nel palinsesto BBC gruppi sconosciuti in penisola come i bolognesi Splatterpink di Diego D'Agata, i veneti Northpole, e soprattutto i catanesi UZEDA voluti da Peel per 2 volte in concerto dal vivo agli studi londinesi di Maida Vale, l'8 Maggio 1994 allo studio 4 ed il 6 Novembre 1994 allo studio 3. Il primo concerto dei siciliani fu pubblicato su cd da Strange Fruit su specifica richiesta di John.

## Tributi dopo la morte
Il 13 ottobre 2005 si è tenuto il primo "John Peel Day", con la BBC che incoraggiava quanti più artisti possibile a tenere concerti in questo giorno per omaggiarlo: si tennero più di 500 concerti, tra cui New Order e The Fall.
La BBC prevede di rendere questa occasione un evento annuale e ha continuato in questa linea l'anno successivo, tenendo il secondo John Peel Day il 12 ottobre 2006. L'evento ha però attirato qualche critica, concentrata principalmente sul fatto che essa coinvolgeva artisti già famosi, mentre per tutta la sua carriera Peel si era occupato di scoprire nuovi suoni e nuovi talenti. Dall'evento è stato pubblicato un singolo per beneficenza.
Il Glastonbury Festival, per cui Peel aveva lavorato da corrispondente varie volte, dalla sua edizione del 2005 presenta un palco dedicato a lui, il "John Peel Stage", in cui si esibiscono esclusivamente nuove band.

## Etichette
Nel 1969 Peel ha fondato la Dandelion Records (prendendo il nome del suo criceto), allo scopo di poter pubblicare l'album di debutto di Bridget St John, che ha anche prodotto. L'etichetta ha pubblicato 25 album di 18 artisti prima di cessare l'attività nel 1972. Solo due di questi, però, sono entrati nelle classifiche nazionali: (And the) Pictures in the Sky dei Medicine Head (nel Regno Unito) e 1917 Revolution dei Beau (in Libano).
Negli anni ottanta Peel ha creato la Strange Fruit Records, che si è occupata di pubblicare materiali delle Peel Sessions.